# Sadala keyserlingi
Espèce
Synonymes
- Olios keyserlingi (Simon, 1880)

Sadala keyserlingi est une espèce d'araignées aranéomorphes de la famille des Sparassidae.

## Distribution
Cette espèce est endémique du Brésil. Elle se rencontre en Amazonas et au Pará.

## Description
La carapace du mâle syntype mesure mesure 7 mm de long sur 6,4 mm et carapace de la femelle syntype 7,5 mm de long sur 6,9 mm.
Le mâle décrit par Rheims et Jäger en 2022 mesure 15,4 mm et la femelle 19,9 mm, les mâles mesurent de 14,0 à 16,4 mm et les femelles de 18,4 à 24,3 mm.

## Systématique et taxinomie
Cette espèce a été décrite par Simon en 1880. Elle est placée dans le genre Sparassus par Simon en 1897, dans le genre Olios par Simon en 1903 puis dans le genre Sadala par Rheims et Jäger en 2022.

## Étymologie
Cette espèce est nommée en l'honneur d'Eugen von Keyserling.

## Publication originale
- Simon, 1880 : « Révision de la famille des Sparassidae (Arachnides). » Actes de la Société Linnéenne de Bordeaux, vol. 34, p. 223-351 (texte intégral).